# 落川 (多摩市)
落川（おちかわ）は、東京都多摩市の地名である。郵便番号は206-0015。
電話番号は042-339、371～376が使用されている。

## 概要
元々は多摩郡落川村（後に南多摩郡七生村）の飛び地であった。そのため、隣接する日野市にも同じ地名である「落川」が存在し、本来は日野市落川が主体の地名である。多摩市落川が「落川」の地名を名乗っているのは飛び地時代からの名残によるものである。

## 隣接地区
- 和田
- 東寺方
- 桜ヶ丘
- 百草
- 愛宕

## 世帯数と人口
2018年（平成30年）1月1日現在の世帯数と人口は以下の通りである。
| 大字 | 世帯数  | 人口    |
| ---- | ------- | ------- |
| 落川 | 558世帯 | 1,250人 |

## 小・中学校の学区
市立小・中学校に通う場合、学区は以下の通りとなる。
| 番地               | 小学校                 | 中学校               |
| ------------------ | ---------------------- | -------------------- |
| 1138番地～1235番地 | 多摩市立東寺方小学校   | 多摩市立和田中学校   |
| 1365番地～1376番地 | 多摩市立多摩第二小学校 | 多摩市立和田中学校   |
| その他             | 多摩市立愛和小学校     | 多摩市立東愛宕中学校 |

## 施設
- 三陽サイン
- イーエムケイ
- アイエス
- 平成工業
- 布施川医院
- 青柳クリーニング
- サクラクリーニング
- スターペイント
- グループホームらいふ
- サンアート
- 宮福商店
- 小牧ふとん店

ほか

## その他
元は日野落川の飛び地であった。